# Калугин, Александр Семёнович
Калугин Александр Семёнович (20 августа 1911 — 20 декабря 1986) — советский геолог. Участник внедрения аэромагнитной съемки в Красноярском крае.

## Биография
Родился 20 августа 1911 в Омске. В 1929 г. окончил школу № 3 в Новосибирске и начал работать практикантом геологического отдела Краевого музея в Новосибирске. А уже в 1930 году стал старшим коллектором геологической партии Комитета Севморпути. Но его карьеру на тот момент прервал призыв в армию. Там он чуть было не распрощался с мечтой о геологии, едва не выбрав военную карьеру. Однако, в 1936 году все же принял решение о поступлении в Томский индустриальный (политехнический) институт на геолого-разведочный факультет. 

В 1939 году, ещё обучаясь в университете, он открыл Тайгинскую группу железорудных месторождений в Горной Шории. 

После выпуска с 1941 году участвовал во многих открытиях месторождений, в том числе золота.

В 1957 году по приглашению перешёл на работу в СНИИГГиМС на должность заведующего сектором рудной и нерудной геологии.
В 1982 году покинул свой университет и ушёл на пенсию. Однако, даже сидя дома он продолжал научную деятельность.

## Награды
Награждён медалями «За доблестный труд в Великой Отечественной войне 1941–1945 гг.», «За трудовое отличие», «За доблестный труд. В ознаменование 100-летия со дня рождения Владимира Ильича Ленина».